# Temple de Bellone
Le temple de Bellone (en latin : Aedes Bellonae) est un temple romain dédié à la déesse guerrière italique Bellone à Rome durant la République romaine.

## Localisation
Le temple se situe juste à l'est du temple d'Apollon Sosianus, tout près du théâtre de Marcellus. Étant donné la nature guerrière de la divinité à laquelle est dédié le temple, ce dernier a été édifié à l'extérieur des limites de l'antique pomerium (extra pomerium), près de la porte Carmentale.

## Fonction
Le Sénat se réunit dans ce temple pour débattre de sujets relatifs à la guerre, étant situé en dehors du pomerium. Il y reçoit les ambassadeurs étrangers,, et les généraux qui rentrent victorieux à Rome. C'est dans ce même temple que se déroule la cérémonie de départ des gouverneurs, préteurs et proconsuls pour leurs provinces ainsi que pour leur retour à Rome, tandis que les réunions pour accorder l'honneur des triomphes se déroulent dans le temple d'Apollon. Le temple servant régulièrement de lieu de réunion pour le Sénat, il est associé à un senaculum où les sénateurs convoqués se réunissent avant de commencer la réunion.

## Histoire
Le temple est voué en 296 av. J.-C. par Appius Claudius Caecus durant une bataille contre les Étrusques lors de la troisième guerre samnite,. Sa construction commence peu après et le temple est dédié quelques années plus tard, après 293 av. J.-C., un 3 juin selon Ovide,. Appius Claudius choisit de construire le temple dans une zone liée à la gens Claudia, à proximité du lieu de sépulture de la famille qui a été localisé au pied de la colline du Capitole.
Le temple est restauré en 33 av. J.-C. par Appius Claudius Pulcher à l'occasion d'une victoire en Hispanie, en même temps que la reconstruction du temple d'Apollon Sosianus adjacent par Caius Sosius. Contrairement à ce dernier qui demeure un partisan de Marc Antoine jusqu'à la bataille d'Actium, Pulcher est un partisan fidèle à Octavien, proche de son épouse Livie. Cette restauration d'un temple devenu mémorial de la gens Claudia dans lequel Pulcher fait fixer des imagines clipeatae de ses ancêtres et des tableaux représentant les triumphatores de la gens a certainement été soutenue par Octavien puisque cohérent avec sa volonté de transformer cette partie du Champ de Mars en un vaste complexe dynastique.

## Description

### Le temple
Le temple a été identifié dans les années 30 aux vestiges mis au jour lors de travaux destinés à dégager les alentours du théâtre de Marcellus, correspondant à une portion du podium et des fragments de colonnes et de frise. Les vestiges sont datés de l'époque augustéenne, ce qui voudrait dire que le temple a été au moins en partie reconstruit lors du réaménagement de la zone pour la construction du théâtre. Le temple est représenté sur un fragment de la Forma Urbis comme étant périptère et hexastyle avec neuf colonnes latérales. Un escalier frontal, contrairement au temple d'Apollon Sosianus, permet d'accéder au pronaos sur un podium quasiment aussi haut que celui du temple d'Apollon voisin. D'après les fragments de colonnes retrouvés, en marbre de Carrare et en travertin, le temple devait être corinthien. Une partie des éléments de décoration paraît moins finement réalisée, peut-être réalisée par une équipe de constructeurs locaux, ce qui suggère que la décoration du temple est l’œuvre de différents groupes de sculpteurs.

### La colonne
Le temple est précédé d'une colonne, la Columna Bellica, érigée sur une petite zone bordée de cippes qui aurait été achetée sous la contrainte par un soldat de Pyrrhus capturé afin d'en faire un sol étranger. La colonne devait se présenter sous la forme d'une borne en pierre ou d'une petite colonne (columella). Lorsqu'une guerre extérieure est déclarée, un prêtre du collège des Fétiaux jette une lance qui se brise sur la colonne,. Cette cérémonie est encore réalisée du temps de Marc Aurèle,.

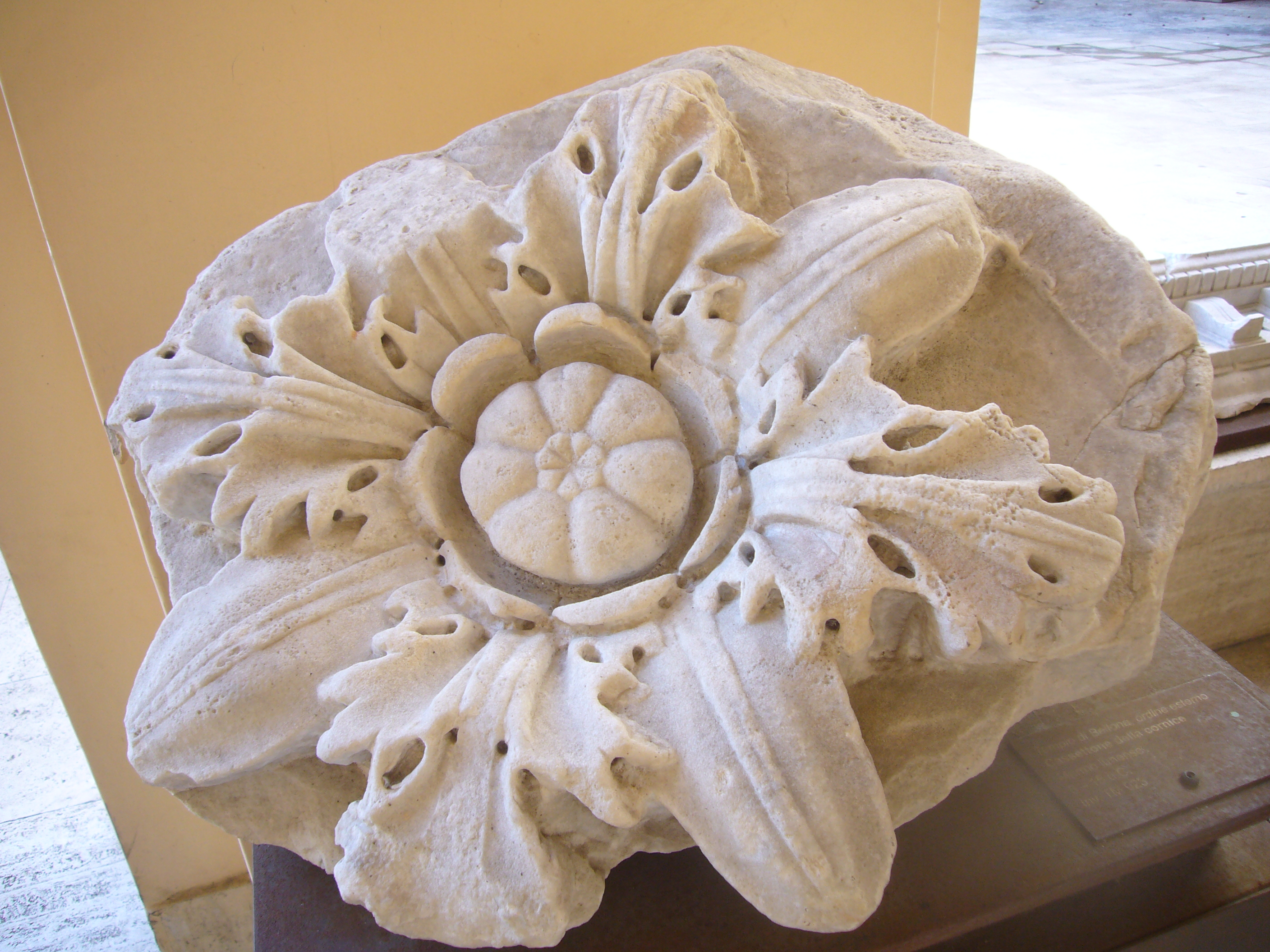
Fragment d'une corniche du temple.
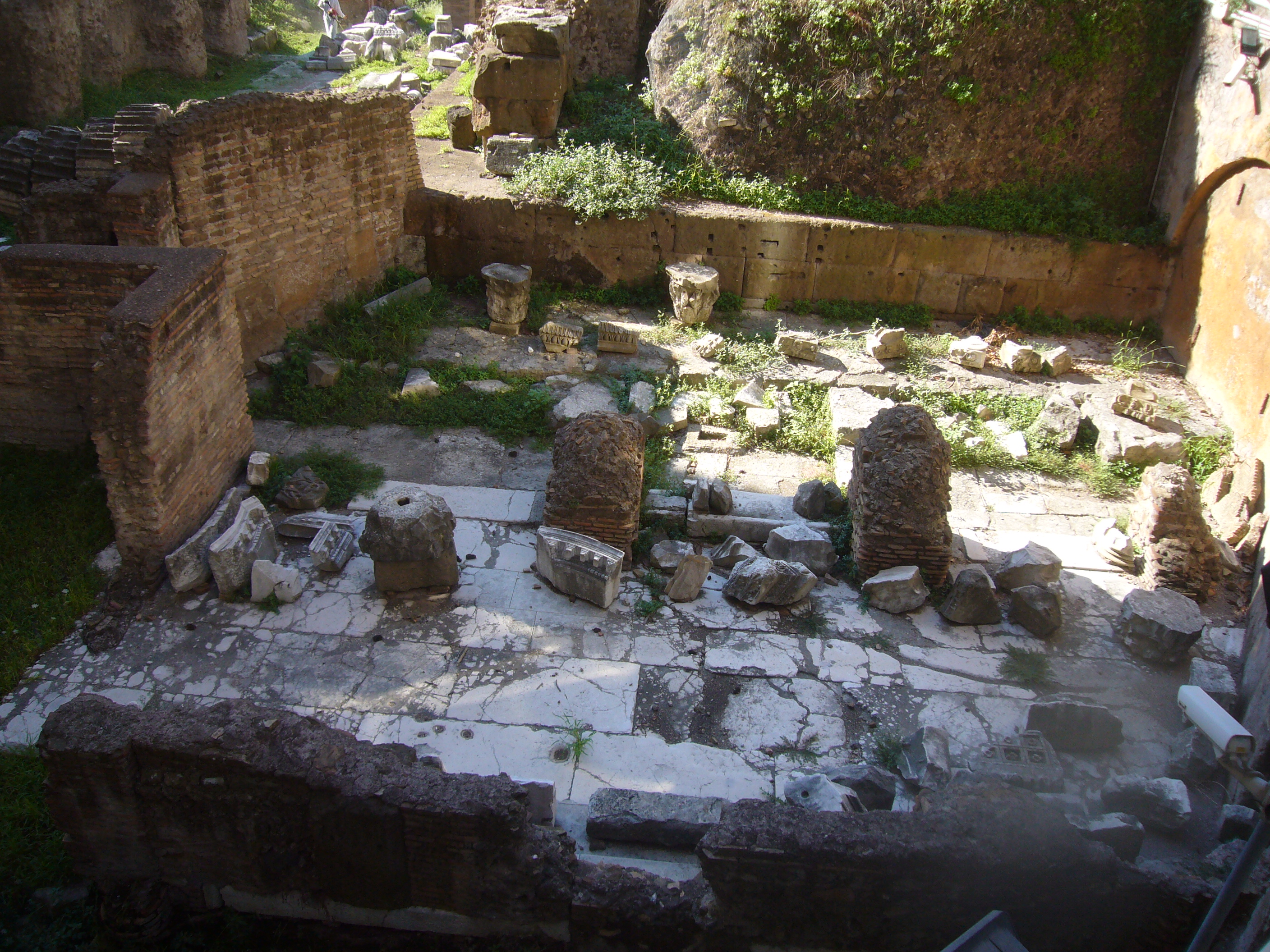
Area Bellona, derrière le théâtre de Marcellus.

### Ouvrages généraux
- (en) Samuel Ball Platner et Thomas Ashby, A topographical dictionary of Ancient Rome, Londres, Oxford University Press, 1929, 608 p.
- (en) John W. Stamper, The architecture of roman temples : the Republic to the middle Empire, Cambridge University Press, 2005, 287 p.
- (en) Filippo Coarelli, Rome and environs : an archaeological guide, University of California Press, 2007, 555 p. (ISBN 978-0-520-07961-8)
- (it) Filippo Coarelli, Il Campo Marzio : dalle origini alla fine della Repubblica, Rome, Quasar, 1997
- (en) Lawrence Richardson, A New Topographical Dictionary of Ancient Rome, Baltimore, (Md.), Johns Hopkins University Press, 1992, 488 p. (ISBN 0-8018-4300-6)

### Ouvrages sur le temple
- (it) Filippo Coarelli, « Il tempio di Bellona », BC, no 80,‎ 1967
- (en) Eva Margareta Steinby (dir.), Lexicon Topographicum Urbis Romae : Volume Primo A - C, Rome, Edizioni Quasar, 1993, 480 p. (ISBN 88-7097-019-1)
  - (it) Alessandro Viscogliosi, « Bellona, Aedes in Circo », dans LTUR, vol. 1, 1993, p. 192
  - (it) Eugenio La Rocca, « Columna Bellica », dans LTUR, vol. 1, 1993, p. 300-301
- Marilda De Nuccio, « La decorazione architettonica del tempio di Bellona », Bullettino della Commissione Archeologica Comunale di Roma, « L'Erma » di Bretschneider, vol. 112,‎ 2011

| Plan intemporel du Champ de Mars méridional |
| --- |
| \| Tibre Navalia Cirque Flaminius Théâtre de · Marcellus T. de · Diane T. de la · Piété T. de Janus T. de Junon T. de Spes Temple de · Bellone Temple · d'Apollon · Sosianus Temple de · Jupiter · Stator Temple de · Junon · Regina Portique d'Octavie Portique · de · Philippe T. d'Hercule Portique · d'Octavius Théâtre · de Balbus Crypta · Balbi Portique · de Minucius T. des · Nymphes Diribitorium T. de Juturne T. de la Fortune T. de · Feronia T. des · Lares · Permarini Curie de · Pompée Portique de · Pompée Théâtre de · Pompée Temple de · Vénus Victrix Temple de · Mars Sanctuaire · d'Hercules · Magnus Custos Temple de · Castor et Pollux Pont · Fabricius Île Tibérine Porticus · Maximae T. de · Neptune Divorum Villa Publica Hecatostylum T. de la · Fortune · équestre Amphithéâtre de · Statilius Taurus · (?) \| |
| Tibre Navalia Cirque Flaminius Théâtre de · Marcellus T. de · Diane T. de la · Piété T. de Janus T. de Junon T. de Spes Temple de · Bellone Temple · d'Apollon · Sosianus Temple de · Jupiter · Stator Temple de · Junon · Regina Portique d'Octavie Portique · de · Philippe T. d'Hercule Portique · d'Octavius Théâtre · de Balbus Crypta · Balbi Portique · de Minucius T. des · Nymphes Diribitorium T. de Juturne T. de la Fortune T. de · Feronia T. des · Lares · Permarini Curie de · Pompée Portique de · Pompée Théâtre de · Pompée Temple de · Vénus Victrix Temple de · Mars Sanctuaire · d'Hercules · Magnus Custos Temple de · Castor et Pollux Pont · Fabricius Île Tibérine Porticus · Maximae T. de · Neptune Divorum Villa Publica Hecatostylum T. de la · Fortune · équestre Amphithéâtre de · Statilius Taurus · (?)       |